# August Peet
August Peet (* 13. Apriljul. / 25. April 1881greg. in der damaligen Landgemeinde Pati, heute Kreis Pärnu, Estland; † nach Februar 1941) war ein estnischer Jurist.

## Frühe Jahre
August Peet wurde als Sohn von Ado (Aadu) Peet (1853–1915) und dessen Ehefrau Marri Peet (geb. Kolk, 1857–1910) im Nordwesten des heutigen Estlands geboren. Sein Vater war Lehrer an der örtlichen Schule. August Peeet erhielt seine Schulbildung an der Blossfeld'schen Privatschule in Viljandi. Anschließend besuchte er bis 1900 Gymnasien in Pärnu und in der russischen Hauptstadt Sankt Petersburg.

## Jurist
Peet schrieb sich nach seinem Abitur an der Rechtswissenschaftlichen Fakultät der Universität Sankt Petersburg ein. Nach seinem Staatsexamen 1906 war er zunächst als Kandidat für das Richteramt in Sankt Petersburg tätig. 1907 kehrte er in seine Heimat zurück.
Zunächst war Peet als Anwalt in Narva aktiv, dann kurzzeitig in Rakvere. Im Herbst 1909 ließ er sich in der estnischen Hauptstadt Tallin nieder. Dort engagierte er sich in politischen und gesellschaftlichen Kreisen, unter anderem beim Aufbau des repräsentativen Theater- und Konzerthauses Estonia, das 1913 eingeweiht werden konnte.
Im Frühjahr 1917, während des Ersten Weltkriegs, wurde Peet zum Vorsitzenden des vereinigten Ernährungskomitees für Estland gewählt. Das Amt führte er zunächst bis April 1918 während der Besetzung Estlands durch kaiserliche deutsche Truppen weiter, geriet aber immer mehr in Ungnade bei den deutschen Militärkräften. Peet wurde schließlich verhaftet und verbrachte nach dem Urteil eines Militärgerichts ein halbes Jahr in Riga im Gefängnis. Erst mit dem Zusammenbruch des deutschen Kaiserreichs kam er frei und kehrte im November 1918 nach Tallinn zurück.

## Im freien Estland
Der parteilose August Peet war vom 27. November 1918 bis zum 9. Mai 1919 Innenminister des neu gegründeten estnischen Staates in der dritten Provisorischen Regierung von Staats- und Regierungschef Konstantin Päts. Als Innenminister setzte ich Peet für die rasche Einberufung einer Verfassungsgebenden Versammlung ein, die im April 1919 erstmals zusammentrat.
Anschließend trat Peet kurzzeitig in den diplomatischen Dienst der Republik Estland ein. 1920/1921 war er an der estnischen Gesandtschaft in Moskau tätig. 1922 ließ er sich erneut als Rechtsanwalt in Tallinn nieder. Er war gleichzeitig in zahlreichen Unternehmen und Organisationen tätig. Unter anderem war Peet Vorstandsvorsitzender der Geschäftsbank Harju Pank, die von 1919 bis 1925 existierte.

## Verhaftung und Tod
Mit der sowjetischen Besetzung Estlands wurde Peet am 19. Juli 1940 durch das NKWD verhaftet. Die neuen Machthaber verurteilten ihn am 8. März 1941 zu acht Jahren Gefängnis. Anschließend verliert sich seine Spur.

## Privatleben
August Peet war in erster Ehe mit Alide Hermine Peet (geb. Veltmann, 1882–1905) verheiratet. Das Paar hatte eine Tochter. Nach ihrem frühen Tod heiratete der Witwer die aus Sankt Petersburg stammende Alide Elisabeth Peet (geb. Walkman, 1886–1940). Aus der Ehe gingen eine Tochter und ein Sohn hervor.